# Inclusas de España

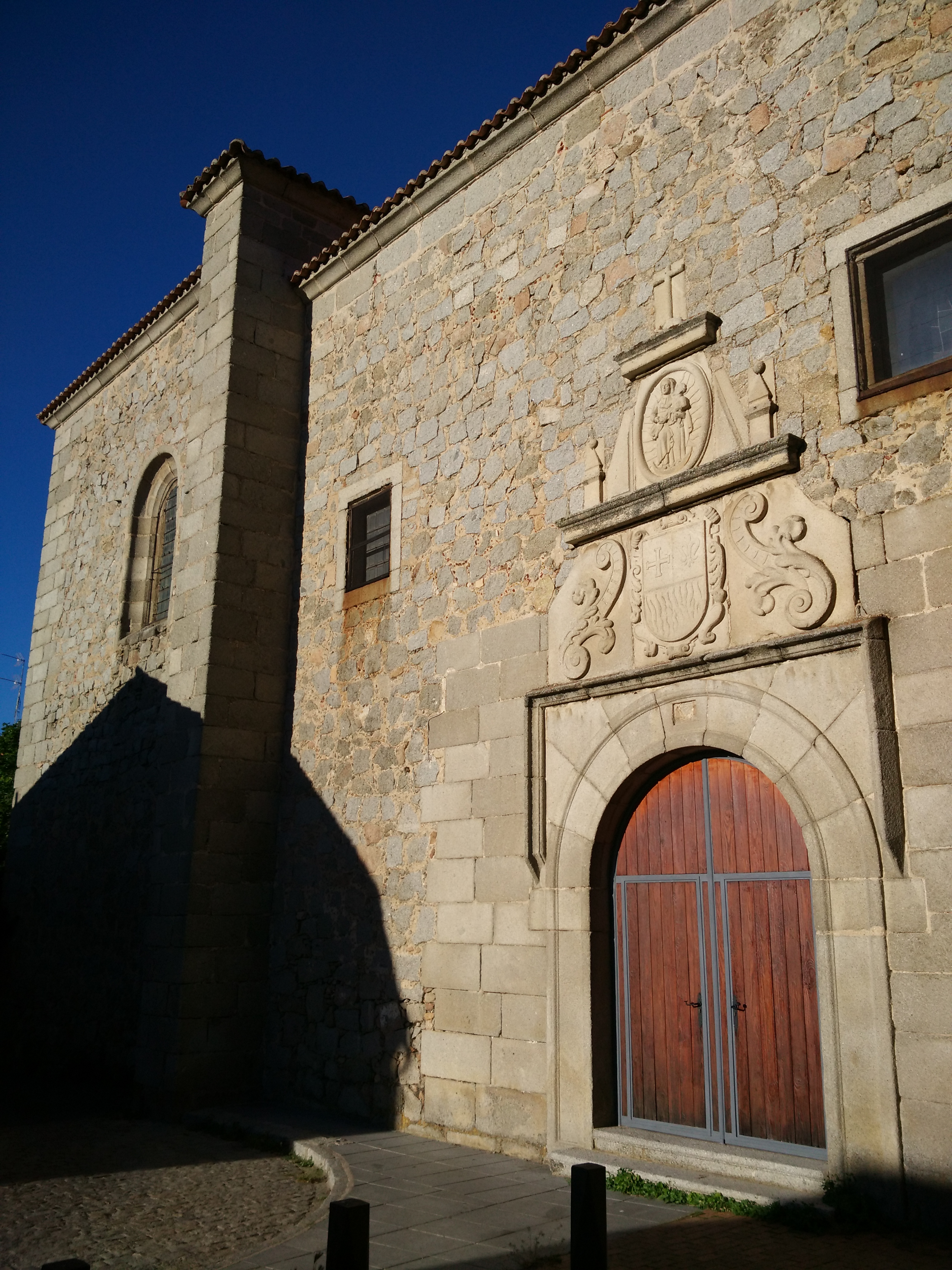
Iglesia de San Juan de la Cruz, antigua inclusa de Ávila

Las inclusas eran establecimientos en donde se acogía a los niños expósitos, es decir, niños abandonados o entregados por sus padres o por las autoridades. En España, entre otras, existían las siguientes inclusas:

## Inclusas en Aragón

### Inclusa de Zaragoza
En el siglo XVIII, había en la inclusa de Zaragoza una Directora que llamaban Madre de las Amas porque estaban estas a su cuidado así como los expósitos. Había también otra mujer destinada a lavar la ropa a quien se le daban ocho pesos de salario y la misma ración que a la Madre. Por último, había amas de leche que lactaban en la casa siendo la mayoría de ellas las solteras que habían parido en la casa y estando convalecientes se quedaban para amas de los expósitos.
A las amas de fuera de casa, fueran de la ciudad o de otros pueblos, se les daba un estipendio mensual en el tiempo de la lactancia y pasados los 18 meses se les daba la mitad hasta los 5 años. No se hacía diligencia ninguna para buscarlas, ni había persona dentro ni fuera de la casa encargada de inquirir sobre éste particular ni sus calidades y circunstancias ni se hacía otra cosa que entregar los infantes a las que acudían a solicitarlo.

### Inclusa de Teruel
En el obispado de Teruel se dio principio al nuevo establecimiento de Casa de expósitos el 1 de setiembre de 1796 en que dirigió cartas circulares a todo el partido a fin de que cesasen en la conducción de expósitos a Zaragoza y llevasen a la casa de la Diócesis todos los que se expusiesen en adelante.

### Inclusa de Huesca
En el obispado de Huesca se dio principio al hospital de expósitos el año 1793 en virtud de un decreto del rey por el cual se destinó para esta obra de caridad la renta de las canonjías pensionadas en aquella Iglesia y se encargó al cuidado del prelado y dos canónigos que debía nombrar el Cabildo. El decreto empezó a regir en el 1 de mayo de dicho año sin que hubiera otros reglamentos para el gobierno de este establecimiento que la Real Cédula de S. M. de 11 de diciembre de 1796 que se procuraba cumplir dando los expósitos a lactar a amas de fuera de la casa tras llegar, sin que ninguno permaneciera en ella, en donde solamente había una para cuidarlos y lactarlos mientras no eran entregados a las amas de fuera.

### Inclusa de Jaca
De la ciudad de Jaca a fines del año 1794 se empezó a edificar una casa Uncastillo por el obispo de aquella diócesis con destino a casa de misericordia y de niños expósitos cuyo edificio es magnífico. 

### Inclusa de Tarazona
Se destinó al intento de inclusa en Tarazona una casa contigua al Colegio de Expulsos perteneciente a sus temporalidades y se dispuso la fábrica del modo conveniente al objeto y luego que estuvo habitable se nombró una directora y una ama de leche para el pronto socorro de los expósitos mientras se encuentra a quien encargarlos para que los lacte y cuidara. 
Estas dos mujeres vivían en la casa y en el portal se colocó un torno capaz y acomodado con un colchón o mullido para recibir cómodamente los expósitos y junto al torno, la cuerda de la campana puesta en la habitación de la directora para que los conductores que no quisieran ser vistos puedan llamar y dar aviso por este medio.

### Inclusa de Calatayud
En Calatayud era preciso establecer casa de expósitos para la ciudad y su partido tanto por la distancia a Zaragoza como por ser pueblo de más población que Tarazona y de más tránsito, pasando por él muchos expósitos de los que se llevaban a Zaragoza, teniendo aún que hacer hasta llegar a esta Casa general un viage de 14 leguas. 
Había en ella un Hospital de expósitos a cargo del Ayuntamiento. Habitaba en él un administrador que recogía los expósitos que llegaban y los distribuía a amas de la ciudad para que los lactaran y cuidaran hasta conducirlos a la casa de Zaragoza lo que se verificaba dos o tres veces al año según el número de los que se exponían. Los conducía el mismo administrador en caballerías llevando un ama para cada tres expósitos para lactarlos y cuidarlos por el camino.

## Inclusa de Calahorra
En el año de 1793 habiendo el obispo tenido noticia del crecido número de expósitos de dicha diócesis que morían en su conducción a Zaragoza, escribió al obispo mandándole informar las causas de esta desgracia y modo de impedirla. El obispo informó las causas, siendo entre ellas la principal la larga distancia de Zaragoza y que el remedio sería establecer casas de expósitos en la diócesis. Aprobado todo por S. M., cesó la conducción de expósitos a Zaragoza y comenzó su recibimiento y lactancia en el obispado en enero de 1794. 
Aunque el primer proyecto fue establecer cuatro casas subalternas de recepción en Santo Domingo de la Calzada, Logroño, Vitoria y Bilbao, no se verificaron por entonces las de Santo Domingo y Bilbao por diversos obstáculos que ocurrieron y solamente hubo en los cuatro primeros años las de Logroño y Vitoria subalternas de la principal de la Ciudad de Calahorra. Pero en el año 1798 se arreglaron las dos restantes, una en Bilbao para todos los vizcaínos y otra en Mondragón para todos los guipuzcoanos.

## Inclusa de Cuenca
En la zona de Cuenca la institución encargada de recoger a los niños expósitos era el Colegio de San Julián de Cuenca, dónde había feligresas de diferentes parroquias que los cuidaban o incluso los adoptaban. Esta institución fue fundada en 1664 bajo el nombre de Memoria de Niños Expósitos de San Julián de la Catedral de Cuenca, constando en aquella época de diversas fincas y rentas en diferentes pueblos, dónde se acogían y educaban a niños hasta los 13 años. Tras la expulsión de los jesuitas de España en la época de Carlos III, éste donó el Colegio de San Julián de Cuenca a la organización de ayuda a los expósitos, que estuvo ubicada allí hasta 1836; momento en el cual la Junta Municipal de Beneficencia de Cuenca se hizo cargo del cuidado de los expósitos y trasladó el centro a la Casa de la Misericordia.

## Inclusas de Madrid

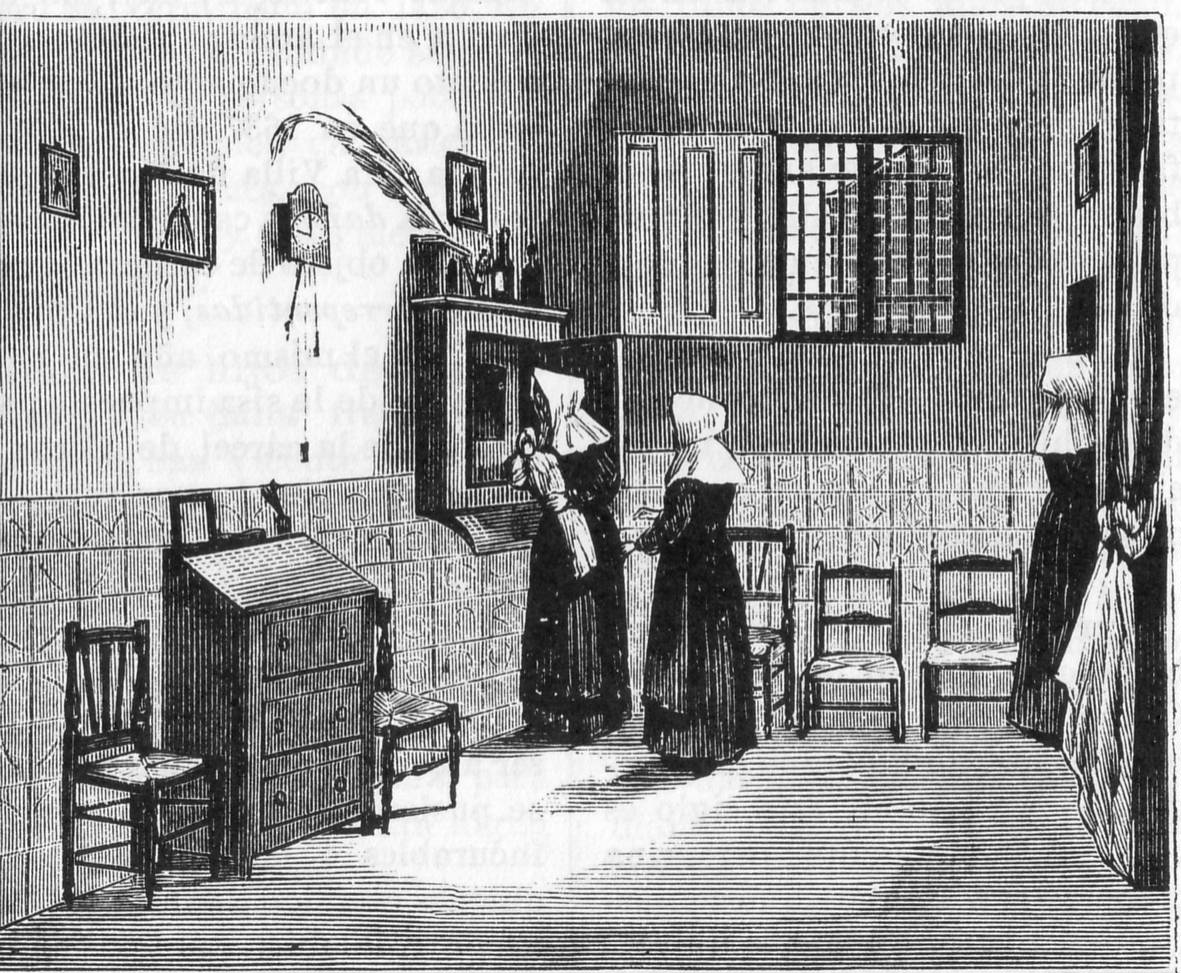
"Sala del torno de la Inclusa de Madrid" en 1861, por Francisco Ortego.

A lo largo de la historia de la capital de España se documentan distintas instituciones de socorro infantil, considerándose la más antigua el Hospital de la Inclusa establecido en los aledaños de la Puerta del Sol en el siglo xvi, pero que luego tendría su sede más popular en la calle del Mesón de Paredes.

## Inclusa de Santiago de Compostela
Con motivo de no haber existido otra casa de expósitos en Galicia que la de Santiago, unida también como esta al Hospital general, eran llevados a ella no solamente los expósitos de todos los obispados de Galicia, sino también del Principado de Asturias, Reino de León y hasta de Portugal, particularmente de todos aquellos lugares que rayaban y confinaban con el de Galicia. 
Había en la casa dos Amas para lactarlos y cuidar de su limpieza tras haber llegado, mientras no salían a los lugares de su destino, que eran los de diez leguas al contorno de la ciudad y otras dos que los acompañaban a él, lo que regularmente se verificaba al día siguiente de su llegada.